# Julio César Giménez
Julio César Giménez, auch als Julio César Jiménez geführt, (* 24. August 1954 in Artigas) ist ein ehemaliger uruguayischer Fußballspieler.

## Spielerlaufbahn

### Verein
Mittelfeldakteur Giménez begann mit dem Fußballspielen auf Vereinsebene im Alter von zwölf Jahren bei den Wanderers aus Artigas. Schon ein Jahr später stand er im Kader in der Ersten Mannschaft. 14-jährig spielte er erstmals für die Departamento-Auswahl von Artigas und wurde im Campeonato Litoral eingesetzt. Er gehörte von 1971 bis 1978 dem Kader Peñarols in der Primera División an. Dort debütierte er 1971 bereits, drei Monate nachdem er sich der in der Quinta División spielenden Nachwuchs-Mannschaft des Vereins angeschlossen hatte, als 16-Jähriger in der Profi-Mannschaft. Mit den Aurinegros gewann er in diesem Zeitraum 1973, 1974, 1975 und 1978 die uruguayische Meisterschaft sowie 1974 und 1975 die Trofeo Teresa Herrera. Auch steht für den Verein aus Montevideo in dieser Phase 1974, 1975, 1977 und 1978 der Gewinn der Liguilla Pre-Libertadores zu Buche. In den Jahren 1981 und 1982 spielte er für Ferro Carril Oeste. 1983/84 stand er dann in Spanien bei FC Barcelona Atlètic in der Segunda División unter Vertrag, bestritt jedoch lediglich vier Spiele ohne eigenen Torerfolg. Die Spielzeit 1987/88 verbrachte er in Argentinien bei Vélez Sarsfield. Sodann nahm er ein Angebot Nelson Chabays an und schloss sich San Martín de Tucumán an. Mit dieser Mannschaft stieg er in die Primera auf. In der folgenden Erstligasaison lief er 25-mal für den Klub auf (kein Tor). 1992 und 1993 waren der Club Jorge Wilstermann und Deportivo Municipal seine Arbeitgeber.

### Nationalmannschaft
Giménez war Mitglied der A-Nationalmannschaft Uruguays, für die er von seinem Debüt am 27. Oktober 1971 bei einem 3:0-Sieg gegen Chile bis zu seinem letzten Einsatz am 24. November 1976 21 Länderspiele absolvierte. Dabei erzielte er ein Länderspieltor. Giménez gehörte dem Aufgebot Uruguays bei der Weltmeisterschaft 1974 an. Dort kam er im Verlaufe des Wettbewerbs allerdings nicht zum Einsatz.

### Erfolge
- 4× Uruguayischer Meister: 1973, 1974, 1975, 1978
- 4× Liguilla Pre-Libertadores: 1974, 1975, 1977, 1978
- 2× Trofeo Teresa Herrera: 1974, 1975

## Trainertätigkeit
Mindestens 2008 arbeitete Giménez als Trainer im Nachwuchsbereich von Vélez Sarsfield.